# Rudiger Dornbusch
Rudiger Dornbusch (ur. 8 czerwca 1942 w Krefeld (Niemcy), zm. 25 lipca 2002 w Waszyngtonie) – amerykański ekonomista pochodzenia niemieckiego.
Studiował na Uniwersytecie Genewskim. W 1971 r. uzyskał stopień doktora nauk ekonomicznych na University of Chicago. W latach 1972–1974 wykładał na University of Rochester w Chicago, w latach 1974–1975 na University of Chicago, a od 1975 r. na Massachusetts Institute of Technology.